# Керамидница
Керамидница (на македонска литературна норма: Ќерамидница) е квартал на столицата на Северна Македония Скопие, част от община Гази Баба.

## География
Керамидница е разположен в Скопската котловина в крайната източна част на града. На юг през Вардар граничи с община Аеродрум. На север граничи през булевард „Александър Македонски“ с Автокоманда, на изток през булевард „Войводина“ с Кланица от Маджари, а на запад с община Център (Кърнево). Две трети от Керамидница е индустриална зона – фабриките „Европа“ – за шоколад, „Пивара“, „Жито лукс“, „Политехна“, Обществената компания за транспорт Скопие, Противопожарната служба.

## История
В края на XIX век Керамидница е село в Скопска каза на Османската империя. Според статистиката на Васил Кънчов („Македония. Етнография и статистика“) към 1900 година в Керамидница живеят 160 българи християни.
При избухването на Балканската война 1 човек от Керемидница е доброволец в Македоно-одринското опълчение.
След Междусъюзническата война в 1913 година селото влиза в границите на Сърбия.
На етническата си карта от 1927 година Леонард Шулце Йена показва Керемитлик (Keremitlik) като село с неясен етнически състав.
На етническата си карта на Северозападна Македония в 1929 година Афанасий Селишчев също отбелязва Кереметлик като село с неясен етнически състав.